# Christoph Bernstiel

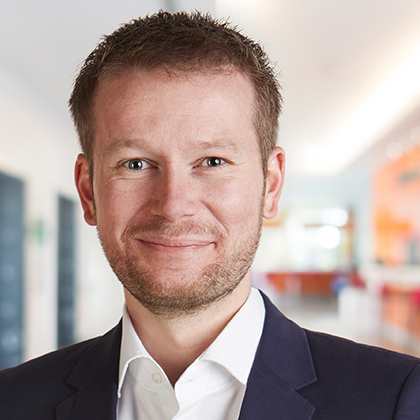
Christoph Bernstiel (2020)

Christoph Bernstiel (* 8. Februar 1984 in Bernburg) ist ein deutscher Politiker (CDU). Seit 2014 ist er Stadtrat in Halle (Saale) und war von 2017 bis 2021 Mitglied des Deutschen Bundestages.

## Leben und Beruf
Bernstiel studierte bis 2010 Politikwissenschaft und Soziologie an der Martin-Luther-Universität Halle-Wittenberg und schloss dieses Studium als Magister artium ab. Danach wurde er Mitglied der Studentenverbindung Sängerschaft Fridericiana, der er bis Anfang 2018 angehörte. Von 2010 bis 2017 war er Angestellter der MMZ Mitteldeutsches Multimediazentrum Halle (Saale) GmbH. Dort war er als PR-Verantwortlicher und später als Leiter der Kommunikation tätig. Berufsbegleitend absolvierte er von 2010 bis 2012 ein Kompaktstudium an der Deutschen Presseakademie und schloss dieses als Kommunikationsmanager ab. Im Jahr 2012 gründete er das Einzelunternehmen KOBE-PR. Seit 2013 ist er als PR-Berater nach Standard der Prüfungs- und Zertifizierungsorganisation der deutschen Kommunikationswirtschaft (PZOK) zugelassen.

## Politik und Partei
Christoph Bernstiel ist 2005 in die CDU und die Junge Union eingetreten. Im Jahr 2006 folgte der Eintritt in den RCDS. Das Amt des Kreisvorsitzenden der Jungen Union Bernburg bekleidete er von 2006 bis 2007 und nach einer Kreisgebietsreform für die Junge Union Salzlandkreis von 2007 bis 2011. Von 2009 bis 2011 war er Beauftragter für Gesellschaftspolitik beim Bundesvorstand der Jungen Union Deutschlands. 2021 wurde er zum stellvertretenden Kreisvorsitzenden der CDU Halle (Saale) gewählt. Seit 2022 ist er Vorsitzender des CDU-Ortsverbandes Halle-Nord, den er bereits von 2013 bis 2019 geführt hat.
Seit 2014 ist er Mitglied im Stadtrat der Stadt Halle (Saale) und war von 2017 bis 2021 Bundestagsabgeordneter für Halle (Saale), Kabelsketal, Landsberg und Petersberg. Zuvor hatte sich Bernstiel innerparteilich gegen mehrere Wettbewerber erfolgreich durchgesetzt. Er folgt damit Christoph Bergner, der nicht erneut zur Wahl angetreten war. Seit 2019 leitet er den Landesfachausschuss Bundes- und Europaangelegenheiten der CDU Sachsen-Anhalt. Am 12. September 2020 wurde er erneut zum Direktkandidaten für die Bundestagswahl 2021 im Wahlkreis 72 mit 92,6 % nominiert.

## Abgeordneter
Am 24. September 2017 errang Bernstiel das Direktmandat mit 27,1 % der Erststimmen im Bundestagswahlkreis 72 „Halle (Saale) und nördlicher Saalekreis“ für die CDU. Im Deutschen Bundestag ist er ordentliches Mitglied im Ausschusses für Inneres und Heimat und stellv. Mitglied der Enquete-Kommission „Künstliche Intelligenz – Gesellschaftliche Verantwortung und wirtschaftliche, soziale und ökologische Potenziale“. Zudem ist er stellvertretendes Mitglied im Ausschuss für Kultur und Medien und im Ausschuss für Familie, Senioren, Frauen und Jugend. Des Weiteren ist er Mitglied in den Arbeitsgruppen Kommission Aufbau Ost, Kommunalpolitik und der Jungen Gruppe sowie dem Parlamentskreis Mittelstand. Weiterhin ist er Mitglied in der deutsch-nordischen, deutsch-japanischen und deutsch-baltischen Parlamentariergruppe. Bernstiel ist stellvertretender Vorsitzender der CDU-Landesgruppe Sachsen-Anhalt im Deutschen Bundestag.
Bei der Bundestagswahl 2021 gelang Bernstiel nicht der erneute Einzug in den Bundestag. In seinem Wahlkreis unterlag er dem SPD-Kandidaten Karamba Diaby mit 20,7 % der Erststimmen gegenüber 28,8 % für Diaby. Und auch über die Landesliste der CDU Sachsen-Anhalt konnte Bernstiel mit Listenplatz 4 kein Mandat erlangen.
Zur Bundestagswahl 2025 tritt Bernstiel erneut als Direktkandidat für den Wahlkreis Halle an.

## Politische Positionen
Innenpolitisch zählen die IT- und Cybersicherheit sowie der politische Extremismus zu den Schwerpunktthemen von Bernstiel. Dies beinhaltet seit Anfang 2019 insbesondere die kritische Betrachtung der Sicherheitsfragen beim Aufbau des 5G-Netzes in Deutschland. Seine Arbeit konzentriert sich darauf, die technologische Souveränität Deutschlands sicherzustellen und eine mögliche Abhängigkeit von einzelnen Herstellern zu verhindern. Er setzt sich dabei für eine möglichst geringe Beteiligung von chinesischen Unternehmen beim Ausbau des 5G-Mobilfunknetzes ein. Mögliche Manipulationen und Eingriffe in die nationale Sicherheit Deutschlands sollen so verhindert werden.
Neben diesen Schwerpunktthemen befasst sich der Innenpolitiker mit den Themen Spionageabwehr, internationalen Polizeimissionen und dem Digitalfunk der Behörden und Organisationen mit Sicherheitsaufgaben (BOS). Bei der Neuvergabe von Frequenzen setzt sich Bernstiel dafür ein, dass den Sicherheitsbehörden anstelle der Energiewirtschaft die 450-MHz-Frequenz zur Verfügung gestellt wird.
Das Nachrichtenmagazin Der Spiegel ordnet Bernstiel dem rechten Flügel des sachsen-anhaltischen CDU-Landesverbandes zu. Im Januar 2020 lud Bernstiel den umstrittenen früheren Verfassungsschutzchef Hans-Georg Maaßen zu einem Termin nach Sachsen-Anhalt ein.

## Stadtrat
2014 wurde Bernstiel in den Stadtrat der Stadt Halle (Saale) gewählt. Bis 2018 war er Mitglied im Ausschuss für Planungsangelegenheiten und im Ausschuss für Personalentwicklung. Aktuell ist er Mitglied im Ausschuss für Ordnung und Umweltangelegenheiten sowie stellvertretender Vorsitzender des Ausschusses für Stadtentwicklung. Am 26. Mai 2019 wurde Christoph Bernstiel erneut in den Stadtrat gewählt.
Im November 2020 initiierte Bernstiel zusammen mit Thomas Keindorf und Lukas Röse das Bürgerbegehren „Innenstadt für alle“, welches sich gegen einen Beschluss des Stadtrates zu einer „weitestgehend autofreien Altstadt in Halle (Saale)“ richtet. Hintergrund dieser Initiative war das Vorgehen der Stadtverwaltung, ein solches Konzept ohne den Dialog mit den betroffenen Bewohnern, dem Handel oder der Gastronomie über die zukünftige Mobilität in Halles Altstadt zu suchen. In den folgenden Wochen wurden 8600 gültige Unterschriften gesammelt. Am 6. Juni 2021 fand parallel zur Landtagswahl die Abstimmung über den Bürgerentscheid statt. Dabei sprachen sich 61 % der Wähler für eine Aufhebung des Stadtratsbeschlusses aus. Es war der zweite Bürgerentscheid in der Geschichte der Stadt Halle (Saale).
Im Sommer 2022 wurde seitens der Stadtrats-Fraktion der Partei Die Linke gegenüber Bernstiel der Vorwurf erhoben, er habe das Vergabeverfahren für Arbeiten am Uniring bewusst verzögert, um gegen das erstplatzierte Unternehmen zu intervenieren und sich für ein anderes Unternehmen starkzumachen, welches ihn im Wahlkampf unterstützt hatte. Bernstiel wies die Vorwürfe mehrfach zurück, u. a. im Rahmen einer Tagung des Vergabeausschusses der Stadt Halle im August 2022. Bernstiel bezeichnete sich dabei auch als Opfer einer von der Linken inszenierten Hetzkampagne. Aus den Reihen der Linken hieß es, dass Bernstiel auch nach wie vor dazu verpflichtet sei, in der Angelegenheit für Aufklärung und Transparenz zu sorgen. Am 2. September 2022 stellte die Stadtverwaltung der Stadt Halle (Saale) zudem schriftlich klar, dass kein einzelner Stadtrat ein Vergabeverfahren beeinflussen und einzelne Beteiligte bevorteilen kann.

## Mitgliedschaften und Engagement
Bernstiel ist Schriftführer und Stiftungsratsmitglied der Bundesstiftung zur Aufarbeitung der SED-Diktatur sowie stellvertretendes Mitglied im Kuratorium der Bundeszentrale für politische Bildung.
Zudem engagiert er sich nach eigenen Aussagen bei folgenden Vereinen:
- Freunde des neuen theaters
- Mitglied Atlantik-Brücke e. V.
- Botschafter der Bürgerinitiative Stoppt Mobbing! von Carsten Stahl[18]
- Mösthinsdorfer Heimatverein e. V.
- Heimatverein Petersberg e. V.
- Saalenarren 09 e. V.
- Sportverein Halle e. V.
- Verband der Reservisten der Deutschen Bundeswehr e. V.
- Wirtschaftsjunioren Halle (Saale) e. V.
- Zukunftsforum Öffentliche Sicherheit e. V.
- Mitglied im Präsidium des SV Halle[19]